# Inge Mittelbach
Inge Mittelbach ist eine ehemalige deutsche Tischtennis-Nationalspielerin aus den 1950er Jahren. Sie bestritt ein Länderspiel.

## Werdegang
Inge Mittelbach gehörte vor dem Zweiten Weltkrieg zunächst einem Braunschweiger Kanuverein an. Nach dem Krieg konzentrierte sie sich auf den Tischtennissport und spielte bei dem Verein SV Blau-Gelb Braunschweig. Von 1948 bis 1953 gewann sie fünf Mal die Niedersachsenmeisterschaft im Einzel. Dazu kamen Titel im Doppel mit Helga Daus (1948 und 1949) sowie im Mixed mit Werner Stapelmann (1949), Karl Pietruska (1950) und Ernst Gomolla.
Bei der nationalen deutschen Meisterschaft 1953 wurde sie Dritter im Doppel mit Annegret Thöle. 1953 nahm sie an einem Freundschafts-Länderkampf gegen Holland teil. Hier gewann sie als einzige Deutsche alle Spiele. Im folgenden Jahr kam sie in der vom Sportausschuss erstellten deutschen Rangliste auf Platz sechs bis acht.
Nach Ende ihrer aktiven Laufbahn übernahm Inge Mittelbach Funktionärsaufgaben. So war sie von 1970 bis 1972 Mädchenwartin des Tischtennis-Verbandes Niedersachsen TTVN.

## Trivia
Bereits in den 1950er Jahren arbeitete Inge Mittelbach ehrenamtlich für den TTVN, denn sie hatte eine alte Schreibmaschine. Ihre Schwester Waltraud war ebenfalls eine starke Tischtennisspielerin.